# Бевилер (Калвадос)
Бевилер (фр. Beuvillers) насеље је и општина у северној Француској у региону Доња Нормандија, у департману Калвадос која припада префектури Лисје.
По подацима из 2011. године у општини је живело 1.345 становника, а густина насељености је износила 273,37 становника/km². Општина се простире на површини од 4,92 km². Налази се на средњој надморској висини од 51 метар (максималној 140 m, а минималној 47 m).

## Демографија
| 1962. | 1968. | 1975. | 1982. | 1990. | 1999. | 2011. |
| ----- | ----- | ----- | ----- | ----- | ----- | ----- |
| 1.037 | 1.267 | 1.263 | 1.037 | 1.054 | 1.069 | 1.345 |

График промене броја становника у току последњих година